# Andries van Eertvelt
Andries van Eertvelt, né le 25 mars 1590 à Anvers, où il meurt en août 1652, est un peintre flamand de l'époque baroque.

## Biographie
Membre de la guilde de Saint-Luc d'Anvers en 1609. Il voyage en Italie après 1627, et est enregistré à Gênes en 1628-1630, où il travaille avec Cornelis de Wael. Il rentre à Anvers en 1630 ; Antoine van Dyck réalise son portrait à cette période.

## Œuvres

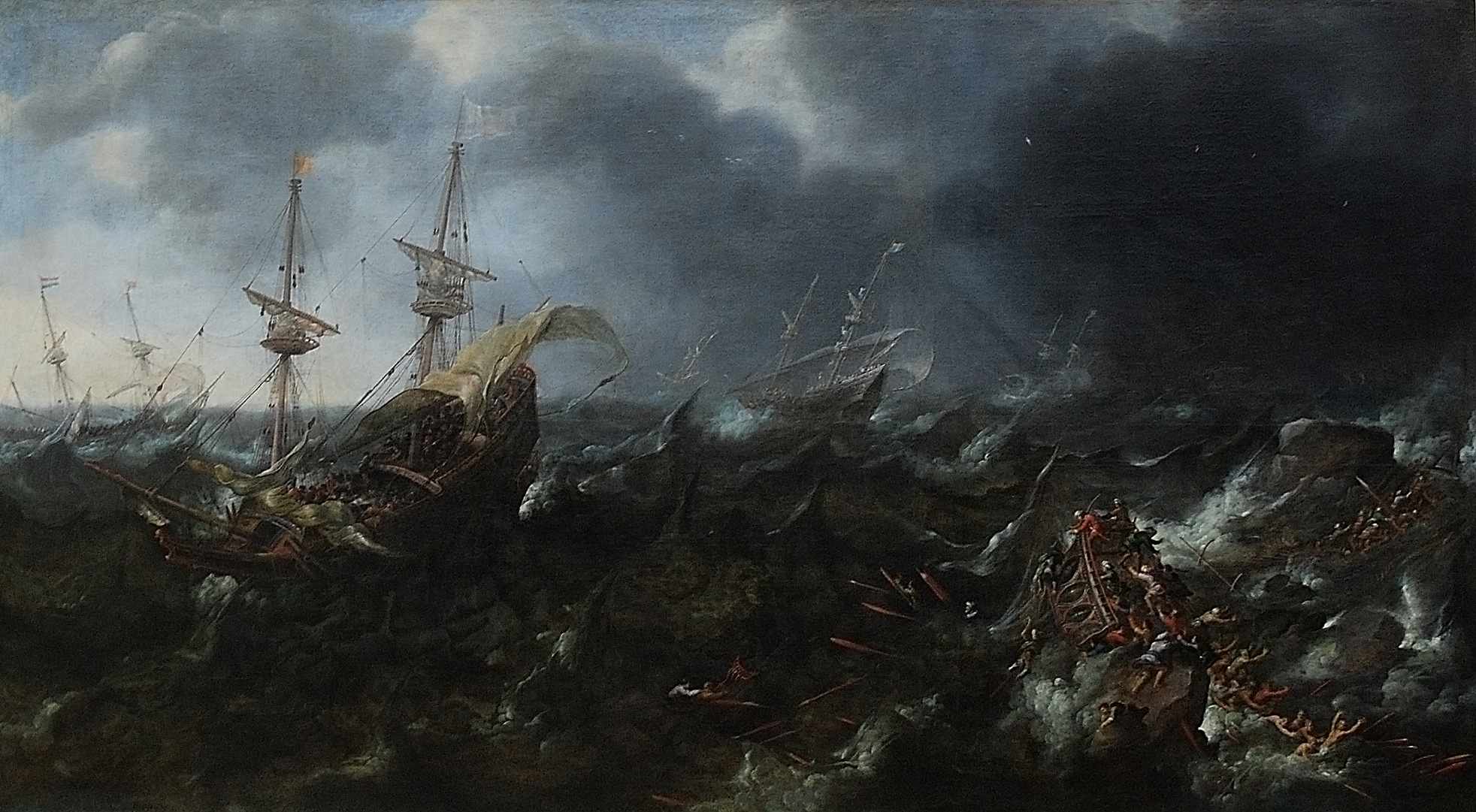
La bataille de Lépante

Andries van Eertvelt a presque exclusivement peint des marines, auxquelles il donne souvent un aspect dramatique ; s'il n'est l'inventeur du genre, il est sans doute le premier à y consacrer l'essentiel de son œuvre.
- Marine: effet de soleil couchant, au Musée du Louvre, à Paris
- Embarquement de troupes espagnoles, au National Maritime Museum, à Greenwich (1630 environ).
- Combat naval de Lépante, 1623, huile sur toile, 176 × 315 cm, Musée des beaux-arts de Gand[2]
- Tempête en mer, au Kunstmuseum, à Düsseldorf.
- Flotte surprise par la tempête, collection privée, à Gand.
- La Bataille de Lépante, Musée des Beaux-Arts de Gand.
- Tempête en mer, au Musée national de Wrocław.

## Notoriété en France

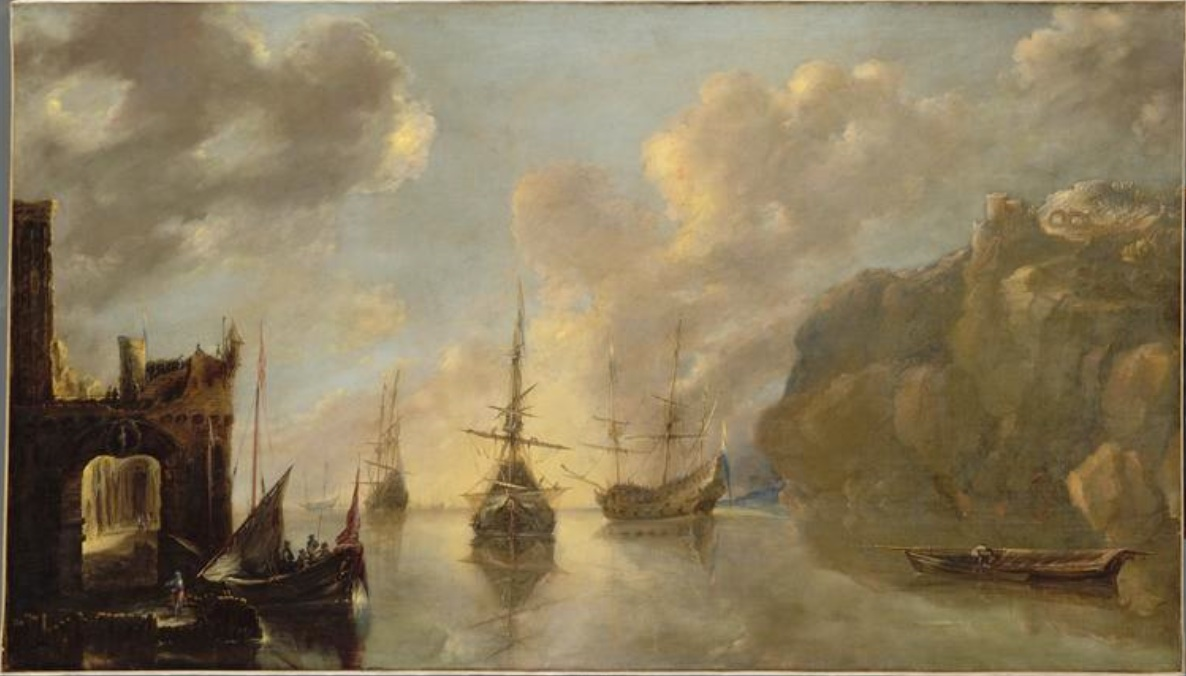
Marine: effet de soleil couchant

Andries van Eertvelt fait l'actualité en France le 30 avril 2013 à la suite de la révélation par le Canard enchaîné de la découverte par les juges d'un versement de 500 000 euros sur le compte de l'ancien ministre de l'Intérieur et haut fonctionnaire de police Claude Guéant, somme que celui-ci justifie par la vente de deux tableaux d'Andries van Eertvelt, représentant des bateaux dans la tempête, qu'il aurait acquis il y a une vingtaine d'années.
À cette occasion, plusieurs médias français, évaluent la cote de van Eertvelt sur le marché de l'art, une cote nettement inférieure au prix de vente annoncé pour les deux tableaux, tandis que Claude Guéant affirme qu'il « ne sait pas comment blanchir de l'argent ».